# Atena Varvakeion
L'Atena Varvakeion è una statua di epoca romana di Atena Parthenos, ora parte del Museo archeologico di Atene. Generalmente è considerata la riproduzione (data al 200-250 d.C.) più fedele della statua crisoelefantina scolpita da Fidia e dai suoi assistenti che un tempo si ergeva nel Partenone.
La statua è 1,05 m, circa un dodicesimo dell'altezza stimata dell'originale. È scolpita in marmo pentelico e presenta tracce di pittura rossa e gialla. Atena è vestita con un peplo cinto da una zone avente la forma di due serpenti; sopra questo indossa l'egida, decorata con serpenti e con il gorgoneion al centro. Indossa un elmo attico con i copriguance sollevati; ha tre creste, quella centrale sfoggia una sfinge e quelle laterali un pegaso. La sua mano sinistra poggia sull'orlo di uno scudo che porta anche il gorgoneion; lo scudo si appoggia all'oikouros ophis ("serpente sacro") identificato con Erittonio, il leggendario fondatore della città. La mano destra distesa è sostenuta da una colonna e tiene la figura alata di Nike, la cui testa è mancante; questa immagine più piccola è ugualmente vestita con un peplo ed è girata verso la figura principale. L'intero complesso poggia su una base rettangolare.
Si possono notare certe differenze fra l'originale come descritto da Pausania il Periegeta e Plinio il Vecchio. La base originale era decorata con un fregio che mostrava la nascita di Pandora, mentre la copia non ha decorazione; Pausania descrive anche una lancia che manca alla copia. Sul fronte dello scudo manca l'amazzonomachia che Plinio descrive. La presenza della colonna è citata da molti nella discussione sul fatto che l'originale richiedesse un supporto simile, sebbene molte ricostruzioni lo omettano (e.g. nel Partenone di Nashville).
La statua prende il nome dal luogo in cui è stata scoperta nel 1880, vicino al sito originale del Varvakeio.